# Vilariça
Vilariça é uma aldeia da freguesia de Penas Roias, no concelho de Mogadouro, Trás-os-Montes, Região Norte de Portugal.